# كلود (جراند ثفت أوتو)
كلود سبيد (بالإنجليزية: Claude Speed), المعروف أيضا بأسم كلود (بالإنجليزية: Claude) في جراند ثفت أوتو III, هي شخصية البطل الرئيسية والشخصية الرسمية في لعبة فيديو 2001 مسمى تحكي قصة كلود الذي يريد الانتقام من كاتلينا بسبب خيانتها لكلود جراند ثفت أوتو III, لعبة فيديو في سلسلة جراند ثفت أوتو. كلود هو بطل صامت، وبالتالي لا يوجد لديه صوت ممثل وظهر كشخصية ثانوية في قراند سان اندراس 